# Albert Bonniers Förlag
Albert Bonniers Förlag, ibland omnämnt som Bonniers, grundades 1837 av Albert Bonnier (1820–1900). Det är ett av de äldsta förlagen i Sverige. Förlaget ingår som en verksamhet inom Bonnierförlagen, som i sin tur är en verksamhet inom bolaget Bonnier Books, som är en verksamhet inom moderbolaget Bonnier AB.

## Historik

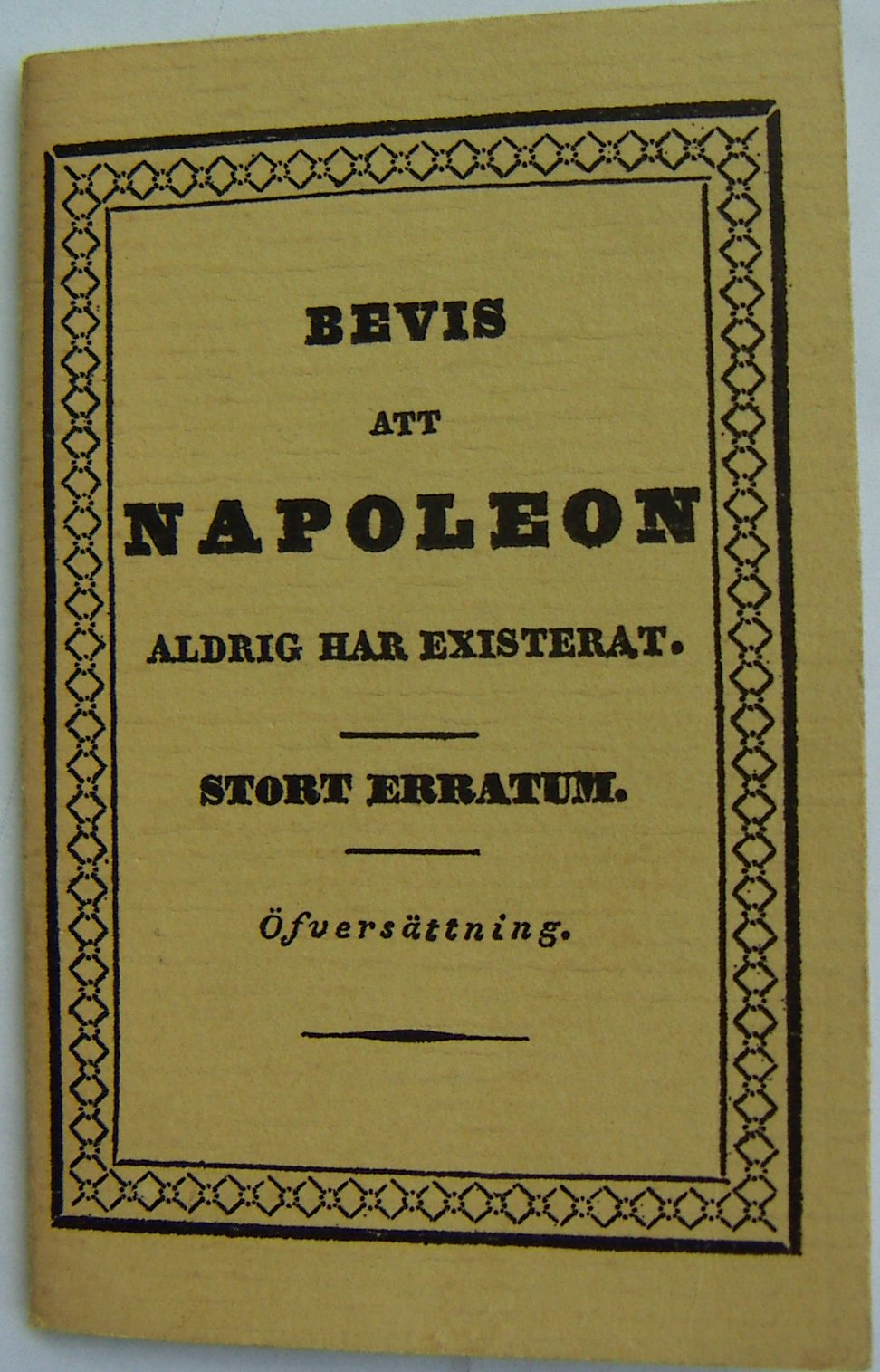
Förlagets första utgåva.

### 1800-talet
Den första bok som förlaget gav ut hette Bevis att Napoleon aldrig har existerat. Boken trycktes av Nordströmska boktryckeriet och kostade 4 skilling banco i häftad utgåva. Den var på 32 sidor och liten till formatet, endast 7 centimeter bred och 11 centimeter hög. En ny upplaga utkom till förlagets 125-årsjubileum 1962. Boken var en parodi och använde i sin bevisföring samma typ av argument som de skrifter som ville dra Jesu historiska existens i tvivelsmål.
Under de följande åren utgavs flera liknande mindre skrifter. 1843–1856 utgav man Stockholms modejournal, kalendern Svea 1844–1907, romantidskriften Europeiska följetongen (senare Nya följetongen) 1846–1910 samt Adelskalendern och Handelskalendern från 1859. Bland tidigare författare vid förlaget märks August Blanche, Marie Sophie Schwartz, Frans Hedberg, Elias Sehlstedt, Zacharias Topelius och Viktor Rydberg. Under 1880- och 1890-talet lyckades man knyta till sig alla de främsta författarna i landet, som August Strindberg, Verner von Heidenstam, Gustaf Fröding, Selma Lagerlöf, Albert Engström och Hjalmar Söderberg.

### Tidigt 1900-tal
Under Alberts son Karl Otto Bonnier, som 1872 inträtt i firman och 1886 blivit delägare (innan han 1900 övertog företaget) växte förlaget genom uppköp av en rad andra bokförlag, som Adolf Bonniers bokförlag 1904, Wilhelm Billes bokförlag 1917 och Åhlén & Åkerlunds förlag 1929. I samband med det senaste inköpet började man även sälja böcker på avbetalning och lansera billighetsutgåvor. Efter hand inträdde Karl Ottos söner Tor 1913, Åke 1917, Kaj 1932 och 1929 Tor Bonniers son Albert Bonnier Jr.
Genom övertagandet av Åhlén & Åkerlunds förlag övertog man dess bokverksamhet och grundade 1932 Bonniers Litterära Magasin och 1934 NU och fortsatte även utgivningen av unga litterära författare som Marika Stiernstedt, Ludvig Nordström, Martin Koch, Anders Österling, Sigfrid Siwertz, Gustaf Hellström, Sven Lidman, Elin Wägner, Harry och Moa Martinson, Agnes von Krusenstjerna, Eyvind Johnson, Vilhelm Moberg, Pär Lagerkvist,  Ivar Lo-Johansson, Birger Sjöberg, Fritiof Nilsson Piraten, Karin Boye, Erik Lindegren, Gunnar Ekelöf, Nils Ferlin, med flera. Man utgav även essäister och populärvetenskapliga författare som Hans Larsson, Torsten Fogelqvist, John Landquist, Sten Selander och Olle Holmberg. Bland populärvetenskapliga arbeten från Bonniers märks Verdandis småskrifter (från 1888), Vetenskap och bildning (från 1909), Svenskt biografiskt lexikon (från 1917), Svenska jordbrukets bok (från 1920), De tekniska vetenskaperna (28 band, 1920–1935), Bonniers konversationslexikon (13 band 1922–1929, 2:a upplagan 1937–1949), Bonniers illustrerade litteraturhistoria (7 band 1928–1935), Bonniers illustrerade världshistoria (1926–) och Bonniers allmänna konsthistoria (från 1926).

### Mitten och slutet av 1900-talet
1938 blev Bonniers hälftenägare i Wahlström & Widstrand, från 1985 ensam ägare, men fortsatte att driva verksamheten självständigt.
På Per Gedins initiativ startades 1957 en pocketbokserie för facklitteratur, Aldus. 1960 följde den skönlitterära Delfinserien, under imprinten Aldus/Bonniers. Både namnet på imprinten och Delfinserien syftade på renässansboktryckaren Aldus Manutius, vars logotyp var en delfin slingrad kring ett skeppsankare.
Delar av Bonniers verksamhet kom efter hand att överföras på självständiga dotterbolag som Forum bokförlag (grundat 1943), Alba (grundat 1977) och Bonnier Fakta (grundat 1981). De båda senare slogs 1992 samman till Bonnier Alba. 1992 överfördes all Bonniers verksamhet till ett nybildat bolag, Bonnierförlagen, vilket i sin tur blev dotterbolag till Bonnier Media. Albert Bonniers Förlag blev ett dotterbolag till Bonnierbolagen, vid sidan av Wahlström & Widstrand, Bonnier Utbildning, Forum, Bonnier Lexikon, Bonnier Carlsen Bokförlag samt det delägda Månpocket.

### 2000-talet
Förlaget ger ut runt 100 nya böcker per år och några i omtryck. Utgivningen består till största delen av svensk och utländsk skönlitteratur, lyrik och faktaböcker. Förlaget är det största inom skönlitteratur i Sverige.
De har cirka 60 personer[källa behövs] anställda och är beläget i Bonnierhuset på Sveavägen i Stockholm.